# Kurt Frank (Maler)
Kurt Frank (* 1926 in Tübingen; † 1995 ebenda) war ein deutscher Maler.

## Leben
Nach einer Schlosserlehre wurde Kurt Frank als Soldat eingezogen. Während der Kämpfe geriet er in die englische Kriegsgefangenschaft. 1945 kehrte er zurück. Er besuchte die Bernsteinschule, wo er den vier Jahre älteren Lothar Quinte kennenlernte. Auch der Tuttlinger Roland Martin spielte eine wichtige Rolle als Freund und Weggefährte. 1949 wechselte er an die Kunstakademie in Freiburg in die Klasse von Rudolf Dischinger, kehrte aber 1951 zur Bernsteinschule zurück, wo inzwischen HAP Grieshaber als Lehrer tätig war.
Mit Emil Kiess, Lothar Ouinte und Hans-Günter Schmidt hat Kurt Frank von 1951 bis 1954 an den „Schattenspielen“ mitgewirkt, die Grieshaber auf dem Bernstein angeregt hatte.
Im Jahr 1958 stellten Frank, Quinte und Martin in einer Galerie in Bern ihre vom Informel beeinflussten Arbeiten aus. Ab 1959 dominieren bei Kurt Frank die Strukturbilder mit ihren monochromen Flächen.
1961 stellte Kurt Frank ein Keramikrelief für die von Werner Mayerlen entworfene Parkgaststätte in Tübingen her. Diese Plastik wurde 2020 vor dem Abriss der Parkgaststätte für das Stadtmuseum gesichert.
Es folgen 1972 die Gestaltung der U-Bahn-Stationen „Staatsgalerie“ und „Neckartor“ Stuttgart. Seit 1973 schuf er Serien, Gouachen, Malereien in Tempera auf Papier oder in Mischtechnik. 1977 zog er nach Rottenburg am Neckar. 1978 bis 1979 entstanden Serien großformatiger Temperabilder auf Papier. Im Jahr 1980 folgte die Konstruktion eines Werkzeuges zur Perforierung von Papier als neues künstlerisches Ausdrucksmittel und dann seit 1987 Bildobjekte durch Perforierung und Faltung. Neue Sandbilder gestaltete Kurt Frank im Jahr 1988. 1989 bis 1995 waren seine Arbeiten Prägungen, Abzüge von geschnittenen und bearbeiteten Stahlplatten, auch Lackbilder auf Papier.
Kurt Frank verstarb 1995, im Alter von 69 Jahren. Sein Grab befindet sich in Rottenburg auf dem Sülchenfriedhof.
Im Frühjahr 2014 fand eine Ausstellung „Kurt Frank – Arbeiten aus dem Nachlass“ im Kulturzentrum Zehntscheuer in Rottenburg statt. Im September 2014 waren seine Werke in einer Gemeinschaftsausstellung „Drei Bernsteinschüler, Franz Bucher, Kurt Frank, Roland Martin“ in der Galerie Wohlhüter in Leibertingen-Thalheim zu sehen. Vom 23. September bis 4. November 2018 zeigte die „Galerie Tabak“ im Bürgerhaus in Renquishausen eine zusammenfassende Ausstellung der Werke von Kurt Frank.

## Auszeichnungen
- 1972 Paul-Bonatz-Preis mit Wilfried Beck-Erlang.

## Kunst im öffentlichen Raum und Kunst am Bau
- 1966 Säckingen, Heilig-Kreuz-Kirche: Glasfenster und Altarrückwand
- 1968 Bühl/Baden: Gedenkstätte für die Opfer der Gewalt
- 1969 Tübingen, Bergfriedhof, Aussegnungshalle: Glasfenster
- Sigmaringen, Hochbauamt: Emailwand
- 1972 Freiburg im Breisgau, St. Albert-Bischofslinde: Glasfenster und Altarrückwand,
- 1975 Neckarrems, Schulzentrum: Emailarbeiten